# Veress István (író)
Veress István (Budapest, 1932. június 1. –) író, újságíró, szerkesztő.

## Életpályája
Régi nemesi családból származik. A családalapító testvérek, Miklós és Pál végvári hadnagyok 1659-ben kaptak címeres nemesi oklevelet farádi előnévvel, I. Lipót magyar királytól.
A Lónyay Utcai Református Gimnáziumba járt, a Fáy András gimnáziumban érettségizett. A Számviteli Főiskolán, majd az ELTE újságírói szakán szerzett diplomát. 1956–1958 között a MÚOSZ (Magyar Újságírók Országos Szövetsége) munkatársa, majd 1958-tól 1966-ig az MTI újságírója, szerkesztője volt. Onnan a Lapkiadó Vállalathoz került. Az 1960–1970-es években állandó társszerzőjével, Ágoston Györggyel politikai szatírákat írt napi és hetilapokba; sorozatuk jelent meg a Népszavában és a Hétfői Hírekben; házi szerzői voltak a Vidám Színpadnak, a Kis Színpadnak, a Kamara Varietének, valamint a rádió és televízió kabaré műsorainak.
Ágoston György halála után, mint humorista nem publikál többet. Népszerű természettudományos és hobbi lapok (Állatvilág, kutyaújságok) alapítója, főszerkesztője; s főként ilyen témájú könyvei jelennek meg (eddig 72 kötet, összesen több mint 1,500.000 példányban.) 2002. óta az ARIÓN Könyvkiadó ügyvezető igazgatója.
Egy fia van: Veress István Gábor.

## Kitüntetések
- Aranytoll  (1988, Lapkiadó Vállalat)
- Ezüstgerely díj (2011, MOB, Sportirodalom kategória)

## Főbb művei

### Könyvek
- Amerikából jöttem (Ágoston Györggyel), Kozmosz Könyvek, 1963
- A kutya ezer arca (Szinák Jánossal), Gondolat, 1977
- Sztárok, anekdota nélkül Móra, 1986
- Kutyaetológia Kertek 2000 Kiadó, 1999
- Kutyapiac Saxum, 1999
- A kutyatartás ábécéje Sensus, 2000
- Száz jó kérdés az állatvilágról Sensus, 2000
- Macskalexikon Sensus, 2000
- Ember az állatban Sensus, 2001
- Állatkölykök iskolája Sensus, 2001
- Idegen szavak zsebszótára Editit, 2001
- Kutyalexikon Arión, 2004
- Száz jó kérdés az állatvilágról Novum, 2007
- Állatsztárok Barrus, 2008

### Válogatások, szerkesztések
- Guinness Enciklopédia: Élővilág (a magyar kiadás szerkesztője) Pannon Kiadó, 1993
- PANNON enciklopédia: Magyarország állatvilága (főszerkesztő) Dunakanyar 2000 Kiadó, 1996
- Pogányok (Herczeg Ferenc válogatott művei), Arión, 2004
- A vörös postakocsi (Krúdy Gyula regényei), Arión, 2004
- Gyönyörök könyve (A világirodalom legszebb erotikus versei) Arión, 2004
- Bölcs mondások könyve, Arión, 2004
- Az utolsó boszorkány (Gárdonyi Géza válogatott elbeszélései, Arión, 2007
- Farkasok a küszöbön (Sánta Ferenc válogatott novellái), Arión, 2008
- Volt egyszer egy lap: NYUGAT (folyóirat) /34 évfolyam válogatott írásai/, Arión, 2008
- A halál és a favágó (Karinthy Frigyes novellái), Arión, 2009)
- Szomorú vasárnap (Karinthy Frigyes humoreszkjei), Arión, 2010)
- PANNON enciklopédia: Magyarország sportja (főszerkesztő), Urbis Kiadó, 2010

### Színdarabok, jelenetek
- Amerikából jöttem (Ágoston Györggyel) kétrészes szatirikus színmű, Csiky Gergely Színház
- Mars a Marsra! (Ágoston Györggyel és Fejér Istvánnal) kétrészes revü-varieté, Kamara Varieté
- Munkás-művész találkozó
- A káder nem vész el (Kazal László)
- Közvélemény kutatás (Kabos László)
- Névadó ünnepség
- Dr. Kildare
- Ne hagyd magad, Kata!
- Gazdag legények
- Hangjáték
- Egyedem-begyedem
- Jelmezbolt
- Ellen IKKA
- Rendkívüli adás (Alfonzó)
- Sajtófogadás

### Önálló rádiókabaré műsorok
- Tanuljunk könnyen, gyorsan mechanizmusul! („Tanfolyamvezetők”: Bárdy György, Kálmán György, Psota Irén)
- Vezessük egymást, gyerekek!
- Ujjé, a reformban nagyszerű!!
- Kozmetika nélkül
- Engem nem lehet fejre ejteni
- A Szpivák család